# ألكسندر يونشيفسكي
ألكسندر يونشيفسكي مواليد 9 يناير 1981 في سكوبيه، جمهورية يوغوسلافيا الاشتراكية الاتحادية، جمهورية مقدونيا، هو مدرب كرة سلة مقدوني ولاعب سابق. بدأ مسيرته الاحترافية في سنة 1999. يدرب في الدوري الصربي لكرة السلة. اعتزل اللعب في 2009. لعب مع كاربوش سوكولي في الدوري الأدرياتيكي.

## روابط خارجية
- ألكسندر يونشيفسكي على موقع كرة السلة الأوروبية.كوم (الإنجليزية)